# 方志偉
（1956年10月23日—），前香港總商會總裁，前香港政府政務官，曾任香港駐東京經濟貿易首席代表。

## 簡歷
方志偉1978年畢業於香港大學經濟系，並加入香港政府任政務主任。1979年曾於英國牛津大學修讀行政發展深造課程。
1991年被派往美國紐約，任香港駐紐約經濟貿易辦事處處長，並於1994年於紐約哥倫比亞大學研讀東亞事務課程。1995年，調返香港出任保安局副局長，1998年被調任運輸局副局長。1999年9月出任經濟局副局長。
2002年5月13日被調派到日本東京，接替張敏儀擔任香港駐東京經濟貿易首席代表，2006年2月退休返港。同年離開政府；當時為首長級第三級，月薪約13萬港元。
同年獲香港總商會聘任，於9月1日起接替翁以登出任香港總商會總裁
。
2011年7月，香港總商會公布方志偉將於年底前提早離任。至8月初，總商會決定提早解約，把離任日期提前至8月5日，由被稱為現政務司司長唐英年「愛將」的前政務官袁莎妮接任總裁。方志偉被提早解約後，獲總商會一筆過支付直至2011年12月的薪金。

## 資料來源
1. ↑  《特叟點將錄——香港人的成功秘訣》單周堯，黎活仁，香港中文大學版，ISBN 9789627086239 p16
2. ↑  方志偉小檔案 （页面存档备份，存于） 亞洲週刊，2004年2月29日
3. 1 2  方志偉接任總商會總裁[永久] 東方日報，2006年4月7日
4. ↑  方志偉開學日返新工 蘋果日報，2006年9月1日
5. ↑  財經MV：總商會方志偉放眼國際 （页面存档备份，存于） 太陽報，2010年6月19日
6. ↑  唐愛將掌總商會惹反彈 無依慣例公開招聘 理事反對無果 （页面存档备份，存于） 明報，2011年9月19日

| 非組織職務      | 非組織職務                                | 非組織職務      |
| --------------- | ----------------------------------------- | --------------- |
| 前任者： 翁以登 | 香港總商會總裁 2006年9月1日－2011年8月5日 | 繼任者： 袁莎妮 |